# Lubomír Pleva
Lubomír Pleva (* 31. Juli 1929 in Grygov; † 1. August 1998 in Přerov) war ein tschechischer Mundharmonikaspieler und fünffacher Weltmeister im Mundharmonikaspiel. Sein Repertoire reichte von der Klassik über den Blues und Jazz bis zur Volksmusik.

## Leben
In seiner Jugend war er sportlich aktiv und war tschechoslowakischer Jugendmeister im Speerwurf. Pleva studierte an der Philosophischen Fakultät der Palacký-Universität Olomouc. Später arbeitete er als Professor an einer Mittelschule in Přerov. Musikalisch wirkte Pleva als Prímás einer Zimbelkapelle und vor allem solistisch als Mundharmonikaspieler. Zudem war der Koautor eines Lehrbuches für Musik.
Pleva wirkte seit 1957 bei zahlreichen Filmmusiken mit. Als Solist spielte er in den Orchestern des Rundfunks in Ostrava, beim Studio Brno, in den Orchestern von Gustav Brom, Václav Hybš, Karel Vlach sowie bei dem Tanzorchester des Tschechoslowakischen Rundfunks TOČR.
Er wurde bei den Weltmeisterschaften im Mundharmonikaspiel 1971 in Eindhoven, 1973 in Ypern sowie 1975 in Offenburg zum Sieger gekürt. Diesen Titel erhielt er ebenfalls 1974, wobei der Wettbewerb nicht öffentlich ausgetragen wurde, sondern auf Grund von Tonbandaufnahmen entschieden wurde. Während seiner Kanada-Tournee von 1974 hatte Pleva 182 Auftritte in Montreal, Toronto, Quebec und Ottawa. 1980 folgte ein weiterer bedeutender Auftritt mit dem Orchester Ladislav Štaidl beim Galakonzert des Tschechoslowakischen Fernsehens im Sportclub Monaco. 1991 wurde ihm nach seinem legendären Auftritt beim Galakonzert in Detroit erneut der zuvor nicht mehr vergebene Weltmeistertitel zuerkannt. Kurz vor seinem Tode nahm Pleva mit der Academic jazz band noch einige Titel auf. Noch vor der Herausgabe der Jubiläums-CD Přerovské nocturno verstarb er.